# 2007年至2008年NBA赛季
2007-08赛季是NBA第62個赛季。常规赛从2007年10月28日持续到2008年4月16日。在季后赛中，波士顿凯尔特人4:2战胜洛杉磯湖人获得总冠军。

## 值得注意的事件
- 西雅圖超音速隊将2007年NBA選秀中亲自选中第二号新秀凯文·杜兰特(榜眼秀)和从别队得到的第五号新秀杰夫·格林以及队中的其他12名球员一并移交给新成立的奧克拉荷馬市雷霆隊，并宣告解散。
- 2007年NBA選秀中，有兩名中國球員被選中，分別是密爾沃基雄鹿隊選中的易建聯及被洛杉磯湖人隊選中的孫悅。由于易建聯的个人风格与雄鹿隊的球队风格产生严重冲突，因而最终被雄鹿隊放弃，但由于易建聯的个人风格与新泽西网隊的球队风格非常符合，因而最终成为网隊雷打不动的首发球员；孫悅在中选后立刻遭到湖人隊抛弃，但后来在08-09赛季又重新签约，成為中國第一位，也是亚洲第二位進入NBA的非內線球員，并且随队连续两年杀入总决赛。
- 2007選秀狀元格雷格·奥登因膝部需要接受手術，將缺席整個賽季。[1]
- 前全明星球員凯文·加內特離開了效力十二年的母隊，通過交易轉隊至波士顿凯尔特人队，被視為繼沙奎尔·奧尼尔及阿伦·艾弗森後最重要的球員交易。此前，波士顿凯尔特人队已通過交易得到雷·阿倫，兩人與保罗·皮尔斯組成三巨頭。
- 波士顿凯尔特人队開季主場十二連勝及於最少場數內達到三十勝（三十勝四負），追平隊史記錄。
- 12月23日，科比·布莱恩特於纽约尼克斯主場獨取39分，成為NBA歷史上第三十一位取得20000分的球員，亦是史上最年輕、及第三位於30歲前取得此成績之球員。[2]
- 1月8日，贾森·基德對夏洛特山貓隊取得13分、12助攻、11籃板，成為自1997年以來繼格兰特·希尔後第二位能連續三場取得三雙的球員。
- 2008年NBA全明星赛於2008年2月17日在路易斯安那州新奧爾良的黃蜂隊主場館新奧爾良競技場舉行。東區全明星隊以134比128擊敗西區全明星隊，克夫蘭騎士隊球星勒布朗·詹姆斯成為本次全明星賽的最有價值球員。
- 多支球隊進行季中交易，涉及的球隊和球員的質、量堪稱歷年之最。其中數項重要的球員交易如下：
  - 1月29日，金州勇士隊簽下自由球員克里斯·韦伯。
  - 2月1日，前孟菲斯灰熊隊主將保罗·加索尔被換至洛杉磯湖人隊，換取中鋒夸梅·布朗、新秀加瓦利斯·科立坦顿、老將阿龍·麥基、2007年新人马克·加索尔選秀權利及2008、2010年第一輪選秀權。[3]
  - 2月3日，聖安東尼奧馬刺隊簽下1996年最佳新秀、自由球員戴蒙·斯塔徳迈尔。
  - 2月6日，前邁阿密熱火隊中鋒沙奎爾·奧尼尔被交易至菲尼克斯太阳队，換取肖恩·马里昂及馬庫斯·班克斯。此舉被視為太陽隊對「湖人──灰熊交易案」所作出的回應。[4]
  - 2月16日，前薩克拉門托國王隊控球後衛麦克·毕比被交易至亞特蘭大老鷹隊。[5]
  - 2月19日，前新澤西籃網隊控球後衛贾森·基德在一宗八人交易中被換至達拉斯獨行俠隊。此舉被視為獨行俠隊對「湖人──灰熊交易案」及「太陽──熱火交易案」所作出的回應。[6]基德、韋伯及基斯·范霍恩均各自回到自己職業生涯的第一支球隊。
  - 2月20日，聖安東尼奧馬刺隊以弗朗西斯科·埃爾森及布伦特·巴里換取前西雅圖超音速隊中前鋒柯特·托馬斯。此舉被視為馬刺隊對「湖人──灰熊交易案」、「太陽──熱火交易案」及「獨行俠──籃網交易案」所作出的回應。[7]
  - 2月21日，休斯頓火箭隊以邦奇·維爾士及迈克·詹姆斯交易至新奧爾良黃蜂隊，換取前NBA最佳第六人奬得主鮑比·傑克遜；另火箭隊以柯克·斯奈德及一個第二輪選秀權交易至明尼蘇達森林狼隊，換取2007年全明星賽灌籃大賽冠軍傑拉德·格林。此舉被視為火箭隊和黃蜂隊對「湖人──灰熊交易案」、「太陽──熱火交易案」、「獨行俠──籃網交易案」及「馬刺──雷霆交易案」所作出的回應。[8]
  - 2月21日，芝加哥公牛隊、克里夫蘭騎士隊及奧克拉荷馬雷霆隊進行三方交易，本·華萊士、喬·史密斯、沃利·斯澤比亞克及德朗特·韋斯特換至騎士隊；艾拉·紐貝、唐尼爾·馬紹爾和艾達里安·格里芬換至雷霆隊；拉里·休斯、德魯·古登、塞德里克·西蒙斯和香農·布朗換至公牛隊。[9]
  - 2月27日，波士顿凯尔特人队簽進老將 P·J·布朗；3月4日，簽進另一老將萨姆·卡塞尔。底特律活塞隊簽下里奧·瑞里夫。此舉被視為凯尔特人隊和活塞隊對「公牛──騎士──雷霆交易案」所作出的回應。
- 1月29日至3月16日，休斯敦火箭隊開始22場連勝之旅，其中較重要的里程碑如下：
  - 3月2日，主場擊敗丹佛掘金队，取得十五連勝，追平隊史連勝紀錄。
  - 3月5日，主場擊敗印第安那步行者队，取得十六連勝，創下隊史連勝紀錄。
  - 3月8日，主場擊敗新奧爾良黃蜂隊，取得十八連勝，成為史上第七支連勝十八場或以上的球隊。
  - 3月10日，主場擊敗新澤西籃網隊，取得十九連勝，成為史上第四支連勝十九場或以上的球隊。
  - 3月12日，作客擊敗亞特蘭大老鷹隊，取得二十連勝，成為史上第三支連勝二十場或以上的球隊。
  - 3月14日，主場擊敗夏洛特山貓隊，取得二十一連勝，成為史上第二支連勝二十一場或以上的球隊，並締造史上第二長的連勝紀錄。
  - 3月16日，主場擊敗洛杉磯湖人隊，取得二十二連勝，並取代湖人隊成為西區第一。
- 3月6日，波士顿凯尔特人队擊敗底特律活塞隊之後，加上亞特蘭大老鷹隊輸球，成為第一支確定進入季後賽的球隊。
- 3月8日，凯文·加內特於孟菲斯灰熊隊主場取得17分，成為NBA歷史上第三十二位取得20000分的球員，是四位取得20000分或以上的現役球員之一。
- 3月10日，波士顿凯尔特人队擊敗費城76人隊，取得九連勝，球隊自1991－92年賽季以來再次於單一賽季取得至少五十勝。
- 3月18日，在主場以74-94敗給了波士頓塞爾蒂克隊，超過一個多月不知輸球滋味的火箭，史上第二的22連勝紀錄畫上句點。
- 3月19日，邁阿密熱火隊以54-96敗給多倫多速龍隊，創下史上自設置24時限以來第三低紀錄。
- 3月24日，休斯敦火箭隊教練里克·阿徳尔曼取得教練生涯第800勝，成為史上第十三位取得至少800勝的教練，同時亦是史上勝率第四高的教練（執教至少1000場）。
- 3月24日，洛杉磯湖人隊擊敗金州勇士隊，拉玛尔·奥多姆成為湖人隊十三年來第一位能在例行賽中連續兩場取得至少20分、20籃板的球員。
- 3月29日，波士顿凯尔特人队擊敗紐奧良黃蜂隊也寫下隊史自1990-91球季以來，再次在單一球季至少贏全聯盟每一隊至少一場以上的紀錄。
- 4月15日，科比·布莱恩特成為史上第十六位取得21000分及4000助攻的球員；同日，洛杉磯湖人隊擊敗薩克拉門托國王隊，自1999-2000賽季後再次成為西區第一。
- 4月16日，贾森·基德對紐奧良黃蜂隊取得27分、10助攻、10籃板，取得職業生涯第100個三雙。
- 4月16日，波士顿凯尔特人队取得66勝16負的成績，較上季多42場勝利[10]，創下NBA史上戰績進步最多的球隊（上一季為24勝58負），打破了10年前由聖安東尼奧馬刺隊創下的36場紀錄。[11][12]
- 4月16日，丹佛掘金队取得50勝32負的成績，是1988年以來首次，追平球隊加盟NBA以來第三佳成績，亦成為NBA史上勝場最多的第八種子球隊。[13]
- 4月21日，亞特蘭大老鷹隊自1998-99 NBA賽季以來再次進入NBA季後賽。[14]

## 常規賽

### 東岸
| 球隊            | 勝 | 負 | 勝率 | 勝差 |
| --------------- | -- | -- | ---- | ---- |
| 底特律活塞(2)   | 59 | 23 | .720 | -    |
| 克利夫蘭騎士(4) | 45 | 37 | .549 | 14   |
| 印第安那溜馬    | 36 | 46 | .439 | 23   |
| 芝加哥公牛      | 33 | 49 | .402 | 26   |
| 密爾沃基公鹿    | 26 | 56 | .321 | 33   |

| 球隊            | 勝 | 負 | 勝率 | 勝差 |
| --------------- | -- | -- | ---- | ---- |
| 奧蘭多魔術(3)   | 52 | 30 | .634 | -    |
| 華盛頓巫師(5)   | 43 | 39 | .524 | 9    |
| 亞特蘭大老鷹(8) | 37 | 45 | .451 | 15   |
| 夏洛特山貓      | 32 | 50 | .390 | 20   |
| 邁阿密熱火      | 15 | 67 | .183 | 37   |

| 球隊              | 勝 | 負 | 勝率  | 勝差 |
| ----------------- | -- | -- | ----- | ---- |
| 波士頓塞爾特人(1) | 66 | 16 | .805  | -    |
| 多倫多速龍(6)     | 41 | 41 | .500  | 25   |
| 費城76人(7)       | 40 | 42 | .494  | 26   |
| 新澤西籃網        | 34 | 47 | 0.415 | 32   |
| 纽约尼克斯        | 23 | 59 | .280  | 43   |

### 西岸
| 球隊         | 勝 | 負 | 勝率 | 勝差 |
| ------------ | -- | -- | ---- | ---- |
| 猶他爵士(4)  | 54 | 28 | .659 | -    |
| 丹佛金塊(8)  | 50 | 32 | .610 | 4    |
| 波特蘭拓荒者 | 41 | 41 | .500 | 13   |
| 明尼蘇達灰狼 | 22 | 60 | .268 | 32   |
| 西雅圖超音速 | 20 | 62 | .244 | 34   |

| 球隊          | 勝 | 負 | 勝率 | 勝差 |
| ------------- | -- | -- | ---- | ---- |
| 洛杉磯湖人(1) | 57 | 25 | .695 | -    |
| 鳳凰城太陽(6) | 55 | 27 | .671 | 2    |
| 金州勇士      | 48 | 34 | .585 | 9    |
| 沙加緬度國王  | 38 | 44 | .463 | 19   |
| 洛杉磯快艇    | 23 | 59 | .280 | 34   |

| 球隊              | 勝 | 負 | 勝率 | 勝差 |
| ----------------- | -- | -- | ---- | ---- |
| 紐奧良黃蜂(2)     | 56 | 26 | .683 | -    |
| 聖安東尼奧馬刺(3) | 56 | 26 | .683 | -    |
| 休士頓火箭(5)     | 55 | 27 | .671 | 1    |
| 達拉斯獨行俠(7)   | 51 | 31 | .622 | 5    |
| 孟菲斯灰熊        | 22 | 60 | .268 | 34   |

## 2007-08 NBA賽季 統計數字領先者
| 類別                 | 球員                    | 隊伍         | 統計數字 |
| -------------------- | ----------------------- | ------------ | -------- |
| 每場平均得分         | 勒布朗·詹姆斯           | 克夫蘭騎士   | 30.0分   |
| 每場平均籃板         | 德怀特·霍华德           | 奧蘭多魔術   | 14.2個   |
| 每場平均助攻         | 克里斯·保罗             | 新奥尔良黄蜂 | 11.6次   |
| 每場平均偷球         | 克里斯·保罗             | 新奥尔良黄蜂 | 2.71個   |
| 每場平均阻攻         | 马库斯·坎比             | 丹佛掘金     | 3.6次    |
| 每場平均命中率       | 安德里斯·比耶德林斯     | 金州勇士     | 62.6%    |
| 每場平均罰球命中率   | 普雷德拉格·斯托亚科维奇 | 新奥尔良黄蜂 | 92.9%    |
| 每場平均三分球命中率 | 贾森·卡波诺             | 多伦多猛龙   | 48.3%    |

## NBA獎項
- 最有價值球員：科比·布莱恩特（洛杉磯湖人）[15]
- 最佳新人：凯文·杜兰特（西雅圖超音速）[16]
- 最佳防守球員：凯文·加內特（波士顿凯尔特人）[17]
- 最佳第六人：马努·吉诺比利（聖安東尼奧馬刺）[18]
- 最佳進步球員：希达耶特·特科格鲁（奧蘭多魔術）[19]
- 最佳教練：拜伦·斯科特（紐奧良黃蜂）[20]
- 最佳經理：丹尼·安吉（波士顿凯尔特人）[21]
- 體育道德精神獎：·[22]

- NBA一隊：[23]
  - 前鋒：凯文·加內特（波士顿凯尔特人）
  - 前鋒：勒布朗·詹姆斯（克夫蘭騎士）
  - 中鋒：杜禮·侯活（奧蘭多魔術）
  - 後衛：科比·布莱恩特（洛杉矶湖人）
  - 後衛：克里斯·保罗（紐奧良黃蜂）
- NBA二隊：
  - 前鋒：德克·诺维茨基（達拉斯獨行俠）
  - 前鋒：蒂姆·邓肯（聖安東尼奧馬刺）
  - 中鋒：阿玛雷·斯塔德迈尔（鳳凰城太陽）
  - 後衛：史蒂夫·纳什（鳳凰城太陽）
  - 後衛：德隆·威廉姆斯（猶他爵士）
- NBA三隊：
  - 前鋒：卡路士·布沙（猶他爵士）
  - 前鋒：保罗·皮尔斯（波士顿凯尔特人）
  - 中鋒：姚明（休斯敦火箭）
  - 後衛：特雷西·麦克格雷迪（休斯敦火箭）
  - 後衛：馬努·吉諾比利（聖安東尼奧馬刺）
- NBA防守一隊：[24]
  - 前鋒：凯文·加內特（波士顿凯尔特人）
  - 前鋒：蒂姆·邓肯（聖安東尼奧馬刺）
  - 中鋒：马库斯·坎比（丹佛掘金）
  - 後衛：科比·布莱恩特（洛杉矶湖人）
  - 後衛：布鲁斯·鲍恩（聖安東尼奧馬刺）
- NBA防守二隊：
  - 前鋒：泰夏安·普林斯（底特律活塞）
  - 前鋒：沙恩·巴蒂爾（休斯敦火箭）
  - 中鋒：杜禮·侯活（奧蘭多魔術）
  - 後衛：拉加·貝爾（鳳凰城太陽）
  - 後衛：克里斯·保罗（紐奧良黃蜂）
- NBA新秀一隊：[25]
  - 中鋒：埃爾·霍弗德（亞特蘭大鷹）
  - 後衛：凯文·杜兰特（西雅圖超音速）
  - 前鋒：路易斯·斯科拉（休斯敦火箭）
  - 後衛：阿爾·索頓（洛杉磯快船）
  - 前鋒：杰夫·格林（西雅圖超音速）
- NBA新秀二隊：
  - 中鋒：贾马里奥·穆恩（多倫多速龍）
  - 後衛：胡安·卡洛斯·納瓦羅（孟菲斯灰熊）
  - 前鋒：賽迪斯·揚（費城76人）
  - 後衛：羅德尼·斯塔基（底特律活塞）
  - 前鋒：卡爾·蘭德里（休斯敦火箭）

## 外部連結
- NBA官方网站（页面存档备份，存于）
- NBA球员统计数据库

| 前任： 2006-07 NBA赛季 | NBA赛季 2007-08 | 繼任： 2008-09 NBA赛季 |